# Telamonia dimidiata
Espèce
Synonymes
- Viciria dimidiata Simon, 1899
- Phidippus pateli Tikader, 1974

Telamonia dimidiata est une espèce d'araignées aranéomorphes de la famille des Salticidae.

## Distribution
Cette espèce se rencontre en Inde, au Pakistan, au Népal, au Bhoutan, en Malaisie, à Singapour et en Indonésie à Sumatra.

## Habitat
Cette espèce peut être observée dans les rizières, les mangroves, les champs d'arachide et les plantations d'anacardiers.

## Description

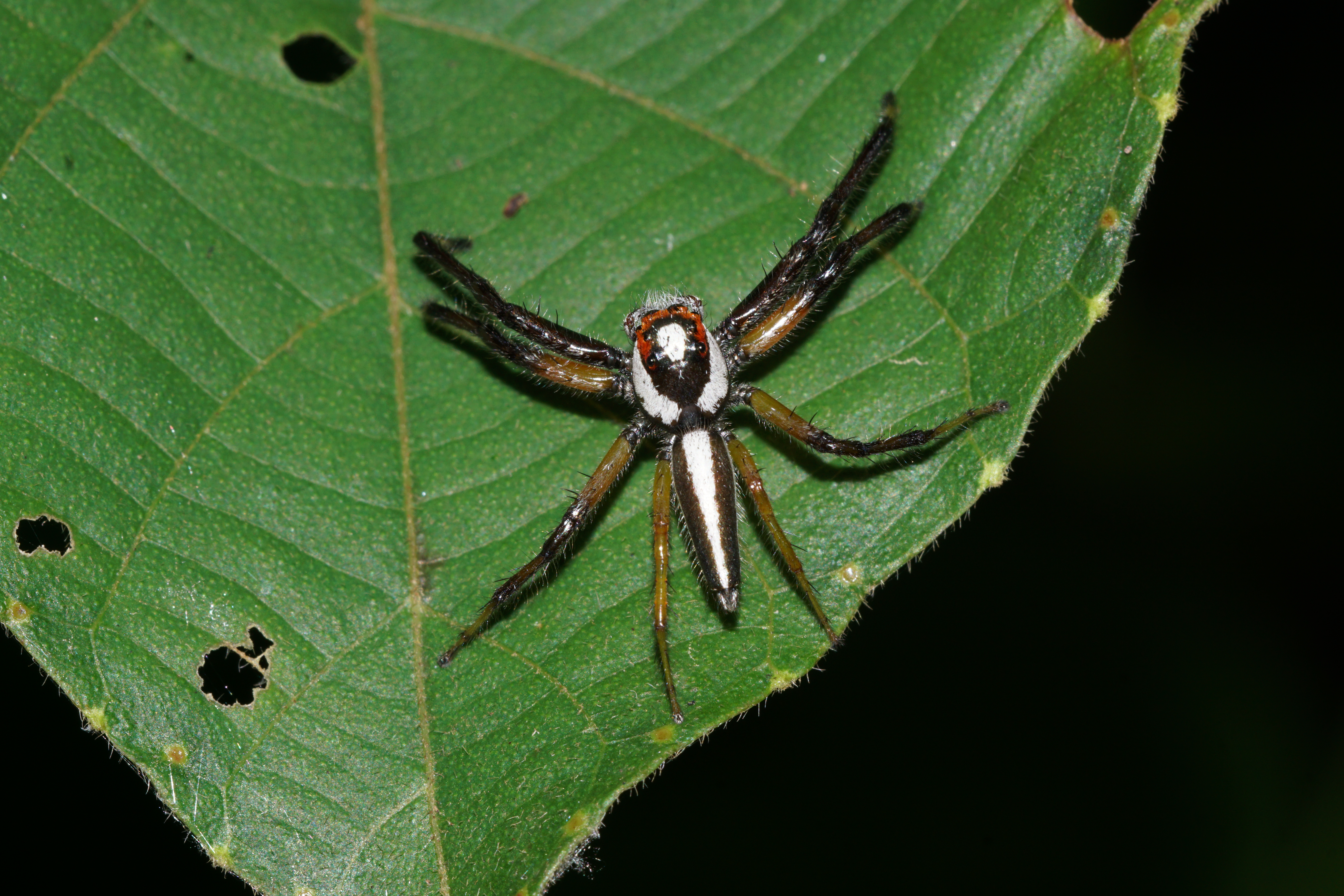
Telamonia dimidiata ♂ d'Inde

Le mâle et la femelle sont similaires en taille, de l'ordre de 8 à 12 mm,, et se distinguent de par leur coloration.

### Description du mâle

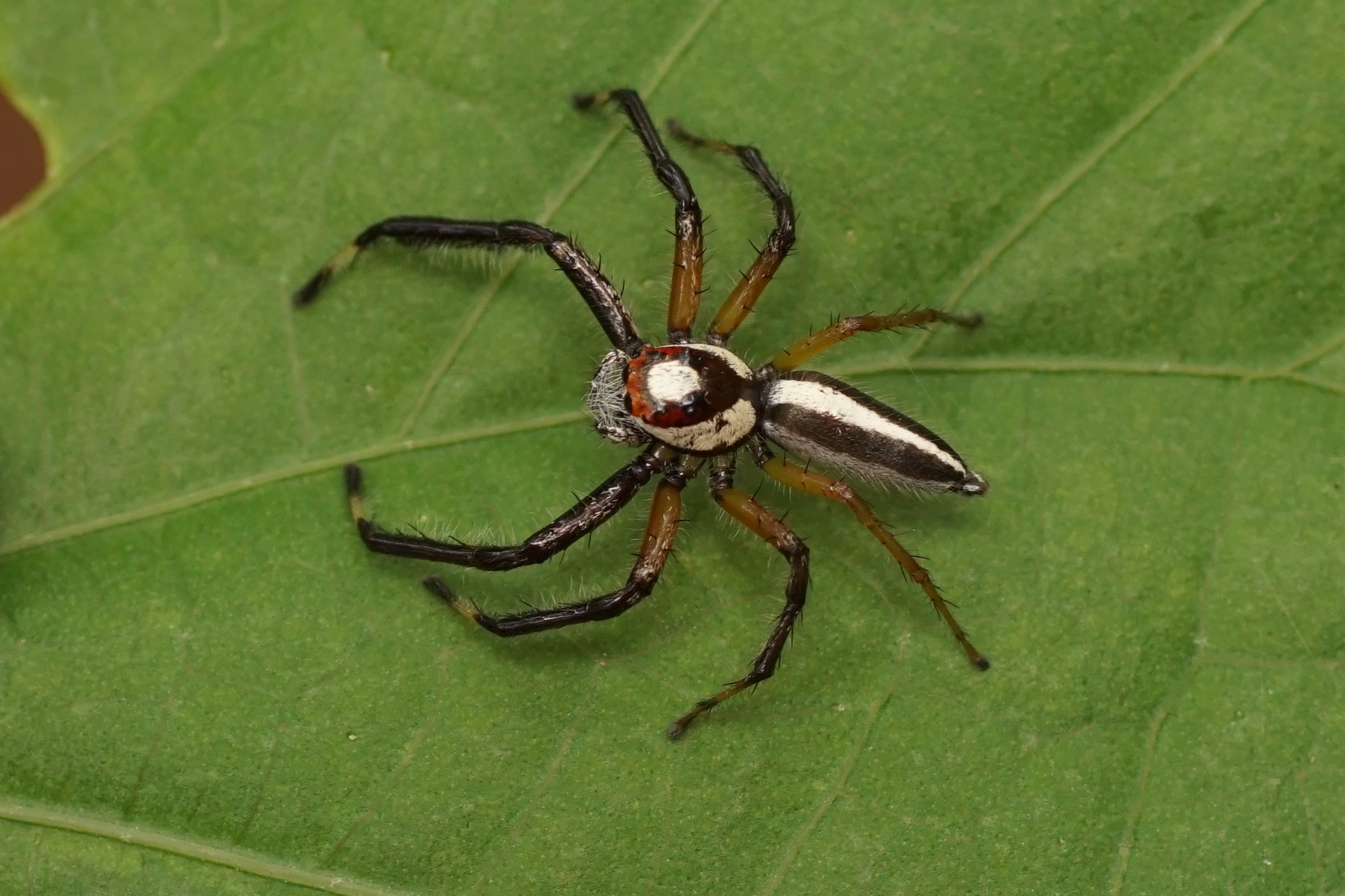
Telamonia dimidiata ♂

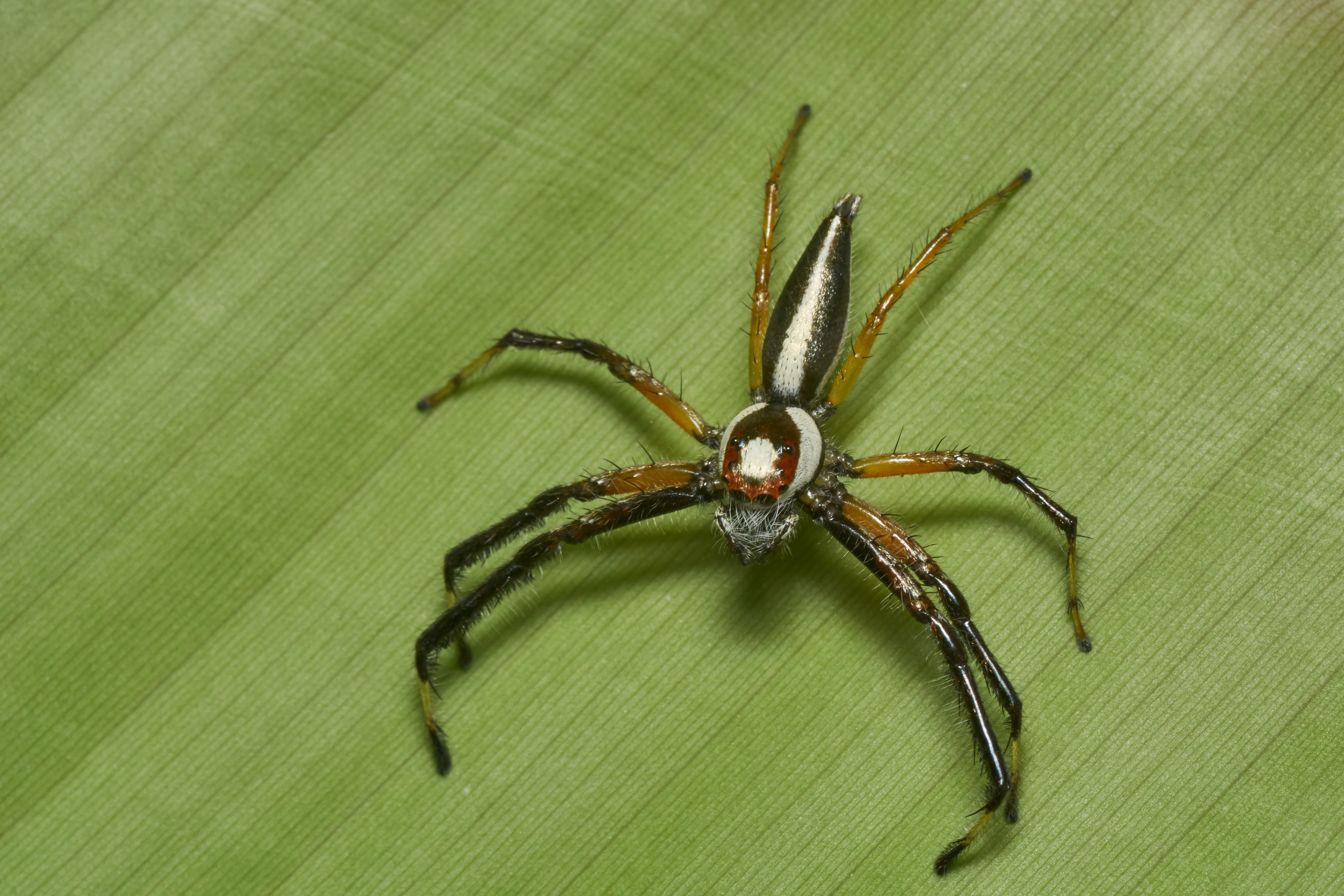
Telamonia dimidiata ♂

Les yeux sont entourés d'une épaisse bande brun rougeâtre continue qui s'étend jusqu'à la moitié du céphalothorax. Le centre de la zone oculaire présente une tache de poils blancs. Les parties latérales de l'arrière du céphalothorax sont également blanches.
Les pattes, marron rougeâtre, sont longues et fortes avec de grandes épines.
L'abdomen est ovale en pointe vers l'arrière. La partie dorsale présente une bande longitudinale centrale claire flanquée de deux bandes marron rougeâtre.

### Description de la femelle

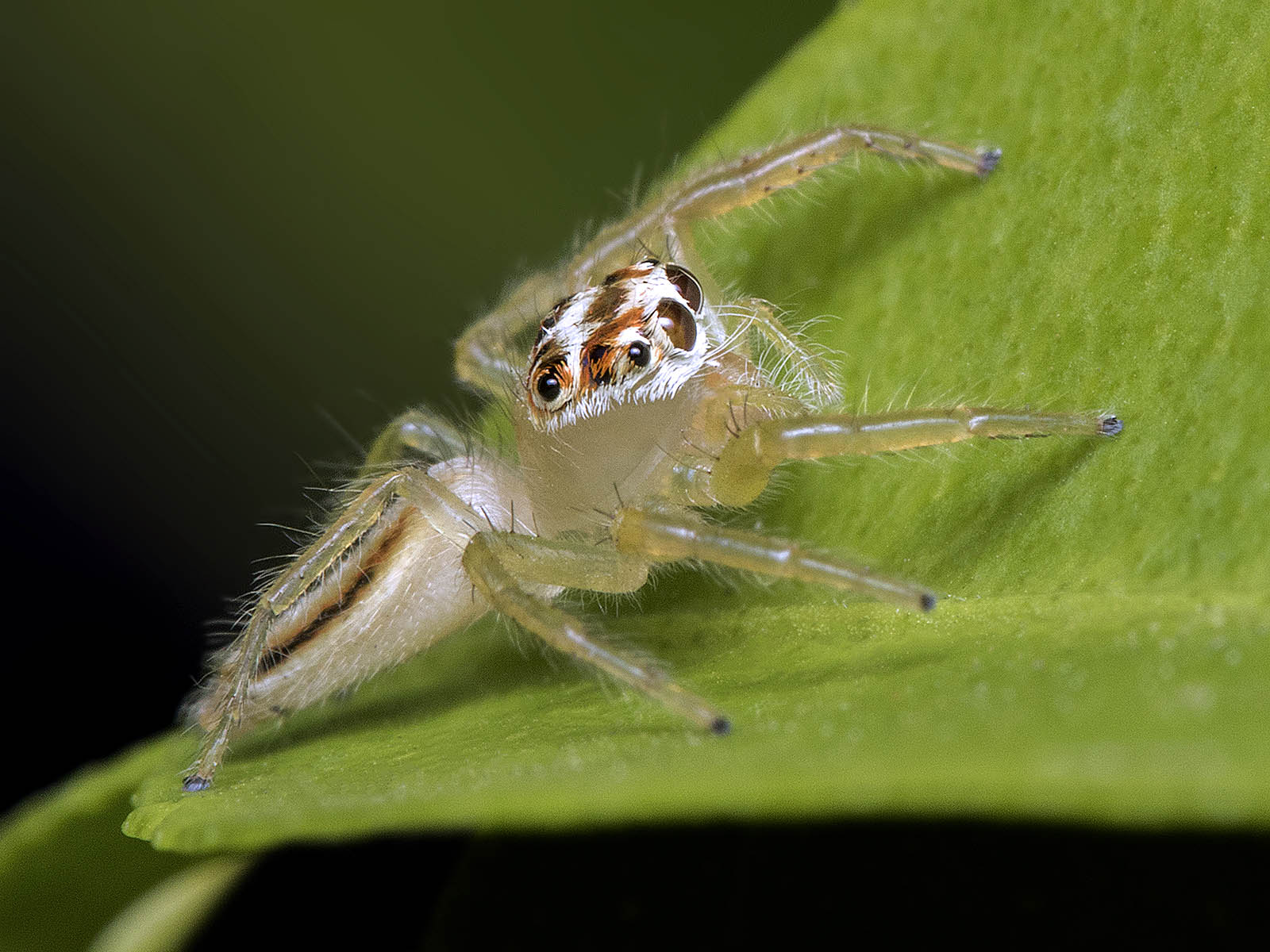
Telamonia dimidiata ♀

Le céphalothorax, orange pâle, est plus long que large, haut sur l'avant et descendant vers les côtés et l'arrière. La région céphalique est plate et couverte de fins poils blancs avec quelques longs poils noirs à proximité des yeux latéraux. La ligne des yeux antérieurs est recourbée. Le milieu du céphalothorax présente une petite fovéa profonde.
L'abdomen, orange pâle, est plus long que large et en pointe vers l'arrière. Il est orné d'un motif longitudinal en forme de "V" de couleur marron.
Les pattes I et II sont plus fortes que les pattes III et IV. Les tibias et les métatarses des pattes I et II sont munis respectivement de quatre et deux paires d'épines ventrales.

## Comportement

### Prédation et alimentation
Telamonia dimidiata est un prédateur des moustiques du genre Helopeltis.

## Utilisation par l'Homme
Le nom de l'espèce Telamonia dimidiata a été utilisé dans un canular informatique relatant de fausses attaques mortelles d'araignées dans les toilettes.

## Systématique et taxinomie
Cette espèce a été décrite sous le protonyme Viciria dimidiata par Simon en 1899. Elle est placée dans le genre Telamonia par Prószyński en 1984.

## Publication originale
- Simon, 1899 : « Contribution à la faune de Sumatra. Arachnides recueillis par M. J. L. Weyers, à Sumatra. (Deuxième mémoire). » Annales de la Société Entomologique de Belgique, vol. 43, p. 78-125 (texte intégral - Viciria dimidiata p. 118).